# Брюссельський кінофестиваль
Брюссельський кінофестиваль (англ. Brussels Film festival, BRFF) — щорічний захід, що фокусується на роботах європейського кінематографа. Проводиться у Брюсселі, Бельгія, з 2003 року та бере свій початок від Брюссельського міжнародного кінофестивалю, заснованого 1974 року. Фестиваль проходить у червні протягом восьми днів, переважно у Flagey.

## Історія
Брюссельський кінофестиваль був заснований у січні 1974 року за ініціативою Бельгійської палати кінематографії та кінематографіста і кінокритика Дмитра Балашова. Наступного року він змінив назву на Брюссельський міжнародний кінофестиваль та був визнаний у цьому статусі Міжнародною федерацією асоціацій кінопродюсерів.
Від 1993 року фестиваль запустив нову секцію, присвячену кіно європейських країн. Два роки потому фестиваль набрав форми некомерційної організації, що складається з кінопрофесіоналів.
З 2003 року Брюссельський міжнародний кінофестиваль бере назву Європейський кінофестиваль у Брюсселі та переорієнтовується на молоде кіно, пропонуючи програму, присвячену першому та другому європейським кінороботам.
У грудні 2009 року керівництво Брюссельського кінофестивалю перейшло від продюсера Домініка Янна, який очолював його з 2003 року, до Івана Корбісьєра.

## Програми фестивалю
Брюссельський кінофестиваль залучає в цілому до п'ятдесяти фільмів, що беруть участь у кількох секціях: конкурсі повнометражних фільмів, конкурсі короткометражних фільмів, позаконкурсній програмі та секції «Панорама».

## Нагороди фестивалю
Головними нагородами фестивалю є премія «Золотий ірис» та премія «Білий ірис», якими відповідно відзначаються найкращий фільм та найкращий перший (дебютний) фільм.
Інші нагороди
- Приз за найкращий короткометражний фільм
- Приз журі
- Нагорода Cinelab: за найкращу операторську роботу
- Приз ASA
- Приз Cineuropa
- Приз UPS
- Приз RTBF TV
- Приз BeTv